# Ariane Ascaride
Ariane Ascaride (Marselha, 10 de outubro de 1954) é uma atriz e roteirista francesa, com papeis de destaque em filmes como Marius et Jeannette, Ma vraie vie à Rouen e À la place du coeur, além de Le Voyage en Arménie, cujo roteiro ajudou a escrever.

## Biografia
Nascida em Marselha, filha de um representante da L'Oréal, imigrante napolitano, e de uma secretária, desde cedo travou contato com o universo do teatro graças às apresentações amadoras das quais seu pai participava. Após estudar no Conservatório de Marselha cursou Sociologia na Universidade de Aix-en-Provence, onde conheceu Robert Guédiguian, diretor de cinema com quem realizou diversos filmes ao longo de sua carreira, e que se tornou seu marido em 1975.
Formou-se no Conservatório Nacional de Arte Dramática, em Paris em 1979, onde estudou com Antoine Vitez e Marcel Bluwal, e iniciou uma carreira como comediante, aparecendo em peças de seu irmão, Pierre Ascaride. Estreou no cinema em 1977 no filme Communion solennelle, de René Féret.
Faz parte do comitê de patrocínio da Coordenação francesa para o Decênio.

## Prêmios
Ascaride conquistou o César de melhor atriz em 1998 por seu papel em Marius et Jeannette, e foi indicada ao prêmio por duas outras vezes, um por melhor atriz em Marie-Jo et ses 2 amours e por melhor atriz coadjuvante em Brodeuses. Também conquistou o prêmio de melhor atriz no Festival Internacional de Cinema de Valladolid por La Ville est tranquille, e o Festival Internacional de Cinema de Roma por Le Voyage en Arménie.

## Filmografia

### Cinema
- 1977 : La Communion solennelle, de René Féret
- 1980 : Dernier Été, de Robert Guédiguian
- 1985 : Rouge Midi, de Robert Guédiguian
- 1985 : Ki lo sa ?, de Robert Guédiguian
- 1989 : Dieu vomit les tièdes, de Robert Guédiguian
- 1995 : À la vie, à la mort !, de Robert Guédiguian
- 1997 : Marius et Jeannette, de Robert Guédiguian
- 1998 : À la place du cœur, de Robert Guédiguian
- 1998 : Paddy, de Gérard Mordillat
- 1999 : Drôle de Félix, de Olivier Ducastel et Jacques Martineau
- 1999 : Nadia et les hippopotames, de Dominique Cabrera
- 2000 : La ville est tranquille, de Robert Guédiguian
- 2000 : À l'attaque !, de Robert Guédiguian
- 2001 : Marie-Jo et ses deux amours, de Robert Guédiguian
- 2001 : Le Ventre de Juliette, de Martin Provost
- 2001 : Ma vraie vie à Rouen, de Olivier Ducastel et Jacques Martineau
- 2002 : Une place sur terre, de Anne-Marie Etienne
- 2002 : Lulu de Jean-Henri Roger
- 2002 : Imposture, de Patrick Bouchitey
- 2003 : Mon père est ingénieur, de Robert Guédiguian
- 2003 : Brodeuses, de Éleonore Faucher
- 2004 : Miss Montigny, de Miel Van Hoogenbemt
- 2004 : Le Thé d'Ania, de Said Ould Khelifa
- 2004 : Code 68, de Jean-Henri Roger
- 2006 : Le Voyage en Arménie, de Robert Guédiguian
- 2008 : Lady Jane, de Robert Guédiguian
- 2009 : L'Armée du crime, de Robert Guédiguian

### Televisão
- 2010 : George et Fanchette, de Jean-Daniel Verhaeghe